# صبغة الخشب

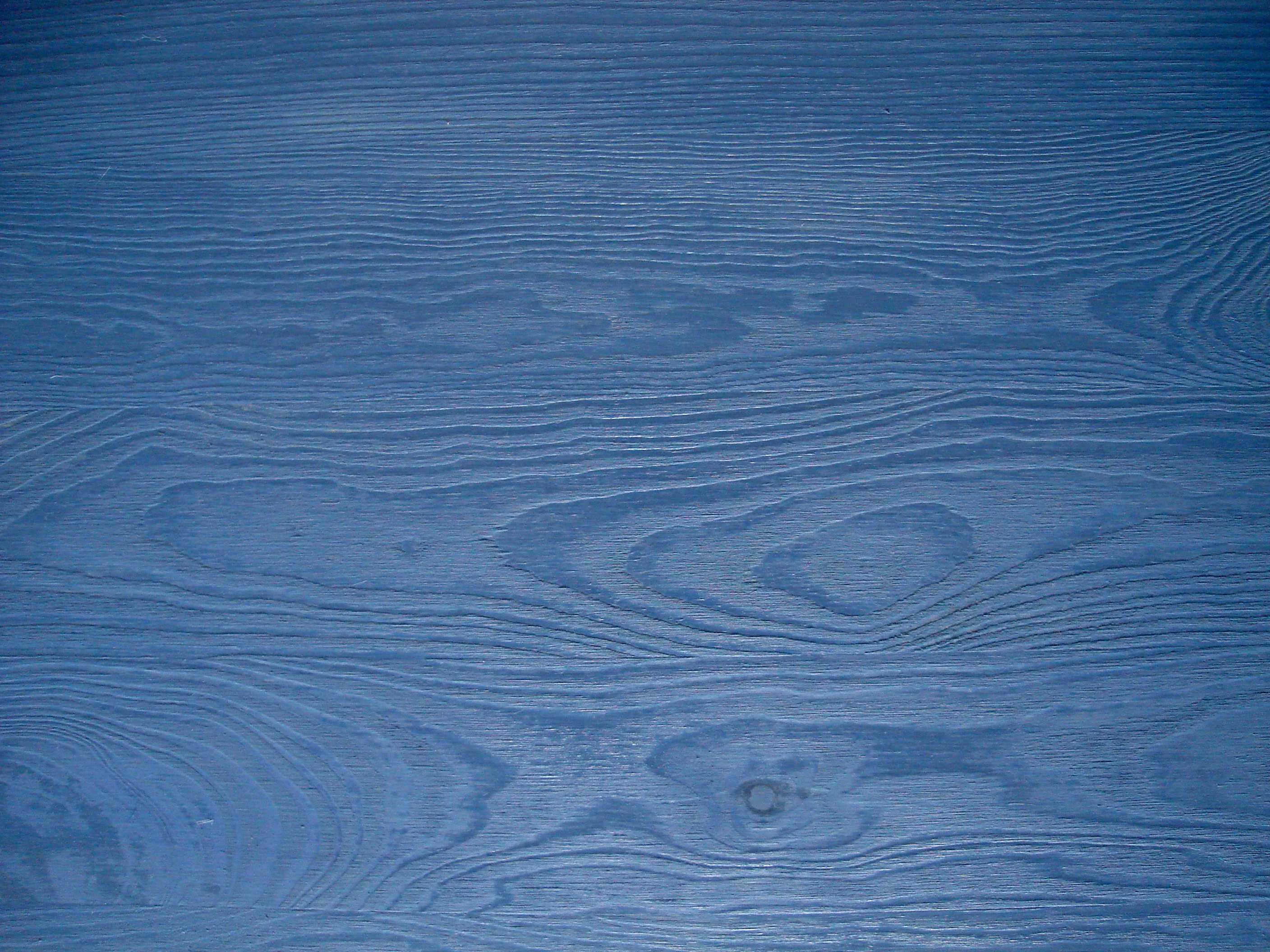
خشب مصبوغ ومشرّب بلون أزرق

صبغة الخشب هي نوع من أنواع الدهانات المستخدمة بشكل خاص لطلاء وتلوين الخشب، وتتألف بالعادة من ملوّن محلول أو مبعثر على هيئة مستعلق في وسط حامل من مادة مذيبة.
يمكن للمادة الحاملة لصبغة الخشب أن تكون على أساس مائي، عندما يكون المذيب منحلاً أو ممتزجاً مع الماء، ويمكن أن تكون على أساس زيتي أو من الشيلاك أو اللك أو الورنيش أو البولي يوريثان. في الوقت الحالي يمكن أن يعثر على صبغات للخشب على هيئة هلام.